# ميتاف (وحدة عسكرية)

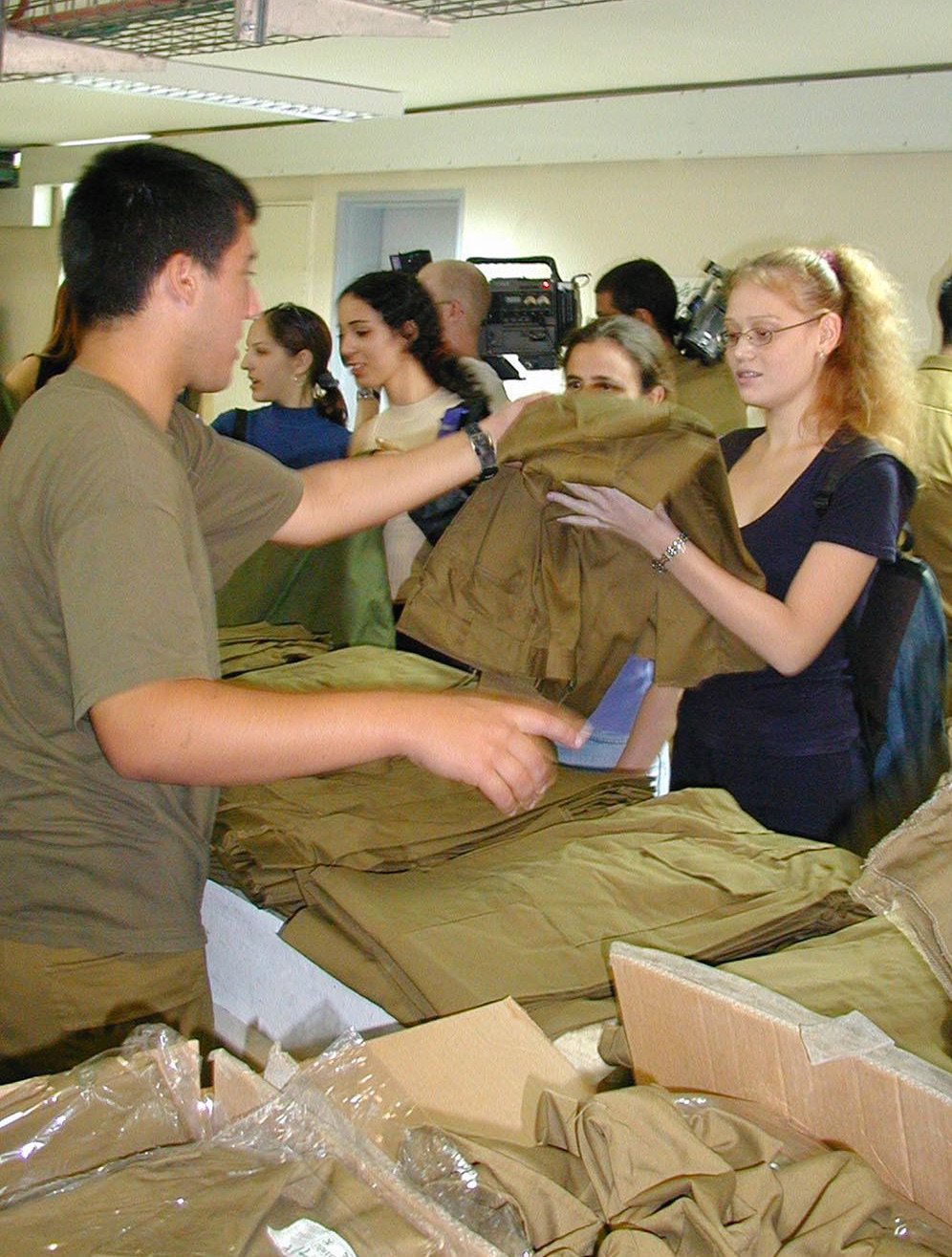
تتلقى المجندة زيها العسكري في مركز الاستقبال كجزء من عملية الاستقبال. تتضمن العملية التحقق من الخلفية، والتقاط صورة لبطاقة الهوية العسكرية، واستلام المعدات والمزيد.

ميتاف (بالعبرية: מיטב‏) هي وحدة تابعة لقوات الدفاع الإسرائيلية مسؤولة عن الإشراف على المجندين الجدد في الجيش الإسرائيلي وفرزهم إلى فيالقهم أو قواعد التدريب الأساسية الخاصة بهم، على نحو مماثل لقيادة التدريب العسكري في الجيش الأمريكي. وتشمل المسؤوليات الأخرى (على سبيل المثال لا الحصر) التخصيص الأولي للمعدات الأساسية وتسريح الجنود في نهاية خدمتهم.
تم إنشاء ميتاف في مايو 2006 من خلال دمج باكوم (تنطق بالعبرية:بسيس كليتا أوميون ، و تعنى بالعربية. قاعدة الاستقبال والفرز) و منهاج (تنطق بالعبرية: منهال هجيوس، و تعني بالعربية. إدارة التوظيف). ويقع مقر ميتاف في قاعدة تل هشومير العسكرية، وقائدها الحالي اعتبارًا من مارس 2023 هو العقيد ألون متسلياح.
في عام 2010، كانت ميتاف ثالث أكبر وحدة في الجيش الإسرائيلي، حيث بلغ عدد جنودها 1026 جنديًا.

## تاريخ الوحدة
مع تأسيس الجيش الإسرائيلي، تم تسمية ميتاف باسم كيليت (بالعبرية: קלט‏) وكان تحت سلطة فرع القوى العاملة بوزارة الدفاع . كان يقع في تسريفين . وكانت وحدة "كيليت"، التي كانت تقوم بتجنيد الجنود، منفصلة عن وحدة/قاعدة الفرز، التي كانت تقع في قاعدة كريات مائير في تل أبيب. في الخمسينيات من القرن العشرين، تم دمج الوحدتين في وحدة باكوم ، وتم نقلهما إلى تل هشومير.
في عام 1966، انتقلت سلطة الباكوم من وزارة الدفاع إلى الجيش الإسرائيلي .

## مكاتب التوظيف
تقع ضمن مسؤولية ميتاف إدارة 5 مكاتب تجنيد إقليمية في جميع أنحاء البلاد (تل هشومير، بئر السبع ، طبريا ، حيفا والقدس ). مكاتب التجنيد مسؤولة عن عملية الفرز للخدمة بما في ذلك تساف ريشون (مكاتب التجنيد في إسرائيل) والفحوصات الطبية والمقابلات والاختبارات.